# Miguel Vences

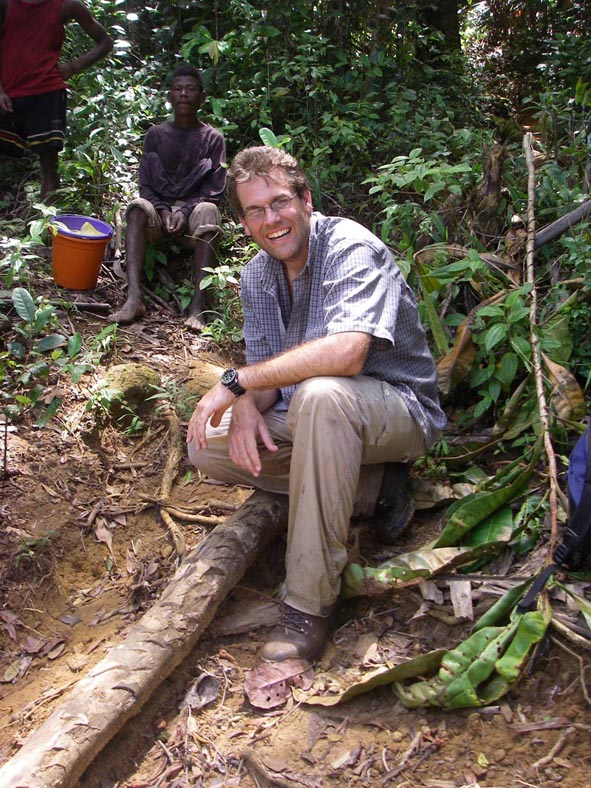
Miguel Vences im Jahr 2006

Miguel Vences (* 24. April 1969 in Köln) ist ein deutscher Herpetologe, Evolutionsbiologe und Hochschullehrer. Sein Forschungsschwerpunkt liegt hauptsächlich auf der Herpetofauna Madagaskars.

## Leben
Er ist der Sohn des galicischen Philosophen Sergio Vences Fernández (1936–2012). Vences besuchte ab 1979 das Schiller-Gymnasium Köln und schloss 1988 mit dem Abitur ab. Im Jahr darauf begann er das Studium der Biologie an der Universität zu Köln. Dort lernte er Frank Glaw kennen, mit dem er bereits als Undergraduate erste Exkursionen nach Madagaskar unternahm. Nach dem Vordiplom wechselte er 1993 an die Universität Bonn und das Museum Koenig, wo er sein Studium 1996 mit dem Diplom abschloss. Vences blieb die nächsten drei Jahre als Doktorand an der Universität Bonn und promovierte unter Wolfgang Böhme schließlich 2000 über die Entwicklungsgeschichte der Ranoidea (Echte Frösche und verwandte Familien) auf Madagaskar. Im Anschluss daran arbeitete er ein Jahr lang am Muséum national d’histoire naturelle in Paris, bevor er 2001 nach Deutschland zurückkehrte, um an der Universität Konstanz zu arbeiten. Bereits 2002 ging er aber wieder nach Amsterdam, um an der Universität von Amsterdam und am dortigen Zoologischen Museum als Assistenzprofessor beziehungsweise Leiter der Wirbeltierabteilung zu arbeiten. 2005 gab er diese Stellungen zugunsten einer Professorenstelle an der Technischen Universität Braunschweig auf, die er bis heute innehat.  2013 wurde er in die Berlin-Brandenburgische Akademie der Wissenschaften und 2018 zum Mitglied der Deutschen Akademie der Naturforscher Leopoldina gewählt.

## Wissenschaftliches Werk

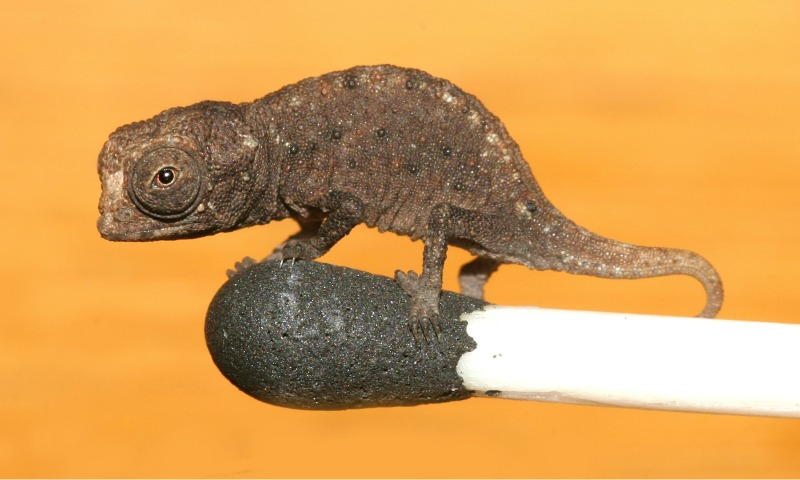
Zu den von Vences und Glaw beschriebenen Arten gehört auch Brookesia micra, eins der weltweit kleinsten Reptilien.

Vences’ Arbeitsschwerpunkt liegt in der Erforschung der Amphibien- und Reptilienwelt Madagaskars, wobei er häufig mit Frank Glaw zusammenarbeitete. Zusammen beschrieben die beiden über 150 Froscharten, hinzu kommen zahlreiche Schlangenarten, Chamäleons und Geckos. Aus Reaktion auf fehlende Literatur zu diesem Forschungsgebiet gaben sie erstmals 1992 den Field Guide to the Amphibians and Reptiles of Madagascar heraus, der 1994 in der zweiten und 2007 in einer überarbeiteten dritten Auflage erschien. Neben der Erfassung der madagassischen Kriechtierfauna widmet sich Vences vor allem der Erforschung ihrer Systematik und evolutionären Vergangenheit. 